# Чхання

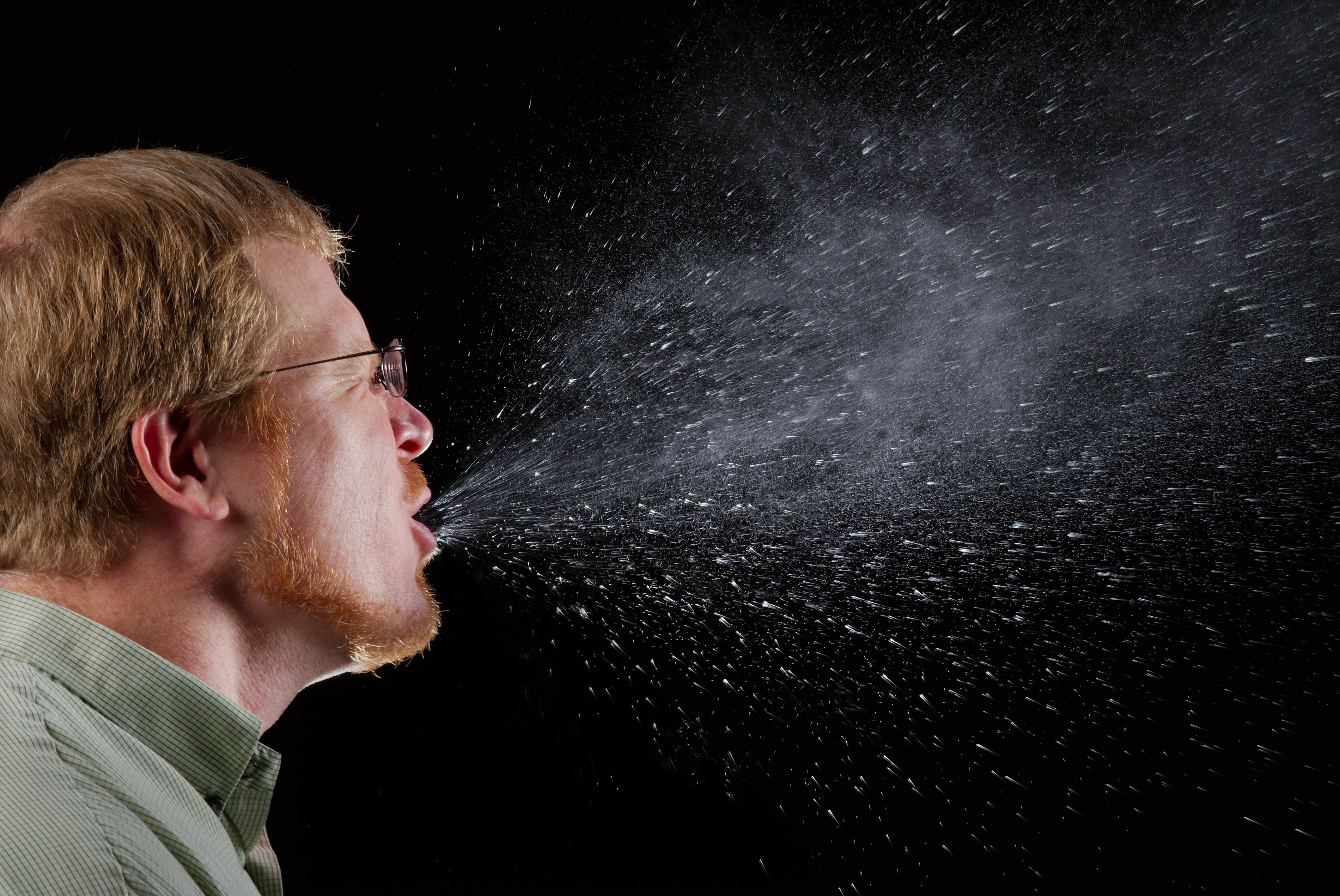
Розлітання слизу при чханні людини

Чха́ння (чиха́ння) — безумовний рефлекс дихальної системи ссавців, зокрема людини, захисна реакція організму, що викликається подразненням чутливих нервових закінчень слизової оболонки носа. Сприяє видаленню пилу, слизу і інших подразнюючих речовин з носової порожнини. 

## Нервова регуляція
Рефлекторна дуга чхального рефлексу починається чутливими закінченнями гілок трійчастого нерва, які іннервують слизову носа. Нервовий центр розташований у довгастому мозку. Сам рефлекс складається з двох стадій: початкового спазмічного вдиху та різкого видиху через ніс та рот. При видиху голосова щілина лишається закритою. При чханні людина також заплющує очі. При видиху краплинки слизу рухаються зі швидкістю від 150 до 1045 км на годину.
Нервовий центр рефлексу чхання в людини точно не визначений. Натомість у котів центр чхання виявлений у вентромедіальній частині спинномозкового ядра трійчастого нерва та навколишній ретикулярній формації.
Окрім безумовного компоненту чхання регулюється й корою головного мозку. Зокрема зусиллям волі можна зупинити чхання під час першої фази вдиху.

## Стимули до чхання
Причинами чхання найчастіше є механічні або хімічні подразнення на слизовій оболонці порожнини носа. До механічних стимулів може належати пил, волоски, інші дрібні тверді часточки. Також стимулювання інших полів інервацій трійчастого нерву, як-то смикання за брови, волосся на голові, ін'єкції поблизу ока, можуть призводити до чхання.
Також причиною чхання може бути патологічний процес в носовій порожнині. В першу чергу, це запалення: алергічні, інфекційні та інші риніти.
У приблизно чверті людства яскраве світло викликає позиви до чхання, так званий світловий чхальний рефлекс. Причини цього невідомі, хоча ще Арістотель припускав, що рух, спричинений теплом, призводить до лоскотання в носі . Наразі, розглядається низка гіпотез, як-то перетин оптичного та трійчастого нервів у стовбурі мозку, так і взаємодія між зоровою та соматосенсорною зонами кори головного мозку. Світловий чхальний рефлекс (синдром аутосомно-домінантного геліоофтальмічного спалаху, синдром ACHOO) є генетично обумовленим і успадковується за аутосомно-домінантним типом.
Також в низці досліджень було показано, що в багатьох людей стимулом до чхання є сексуальні фантазії або оргазм.
При інфекційних захворюваннях дихальних шляхів (грип тощо) чхання сприяє поширенню збудника інфекції.

## Порушення чхання
Порушення чхання спостерігається при низці неврологічних розладів, зокрема при оптиконевромієліті, деяких видах епілепсії, інсультах довгастого мозку. 
Напади частого чхання іноді передують чи супроводжують інсульт у ділянці довгастого мозку.
У котів та низки собак спостерігається так зване зворотнє чхання.

## У культурі
З чханням пов'язана низка забобонів у Європі та Азії. Перші з них згадуються в «Одіссеї» Гомера, коли новороджений Телемах чхає, а Пенелопа загадує бажання та сприймає це як добрий знак. Гіпократ вважав чхання добрим знаком, якщо воно не відбувається впродовж чи після легеневої хвороби. В Римській імперії чхання також розглядали як добрий знак та бажали доброго здоров'я тому, хто чхнув. Язичники вважали, що чхання виганяє демонів з тіла людини. У Середньовіччі під час епідемії чуми чхання почали розглядати як ознаку хвороби, а тому примовка «нехай тебе благословить Бог» для людини, яка чхнула, була оголошена папою Григорієм I короткою молитвою, що допомагає одужати. У Японії, Китаї та Неаполі на початку XXI століття й надалі вважають, що чхання є сигналом про згадування людини іншими людьмі в розмові. В Індії чхнути перед початком роботи вважається поганим знаком.